# Molekülsymmetrie

Symmetrieelemente von Formaldehyd. C_{2} ist eine zweizählige Drehachse. σ_{v} und σ_{v}´ sind zwei nicht äquivalente Spiegelebenen.

Molekülsymmetrie, auch molekulare Symmetrie, beschreibt  in der Chemie die Symmetrie in Molekülen und die Klassifizierung der Moleküle hiernach.
Molekülsymmetrie ist ein Grundbegriff in der Chemie, mit dem viele Eigenschaften von Molekülen wie ihr Dipolmoment und ihre spektroskopischen Übergänge erklärt und vorausgesehen werden. Dazu ist es notwendig, die Zustände des Moleküls anhand der irreduziblen Darstellungen aus der Charaktertafel seiner Symmetriegruppe zu klassifizieren.
Viele Lehrbücher auf Universitätsniveau über physikalische Chemie, Quantenchemie, Spektroskopie und anorganische Chemie enthalten ein Kapitel über Symmetrie.
Eine ausführliche Liste der Molekülsymmetrien inkl. Abbildungen findet sich in der englischen Version dieses Artikels (vgl. Link in linker Leiste "In anderen Sprachen").